# بيرنار إينو

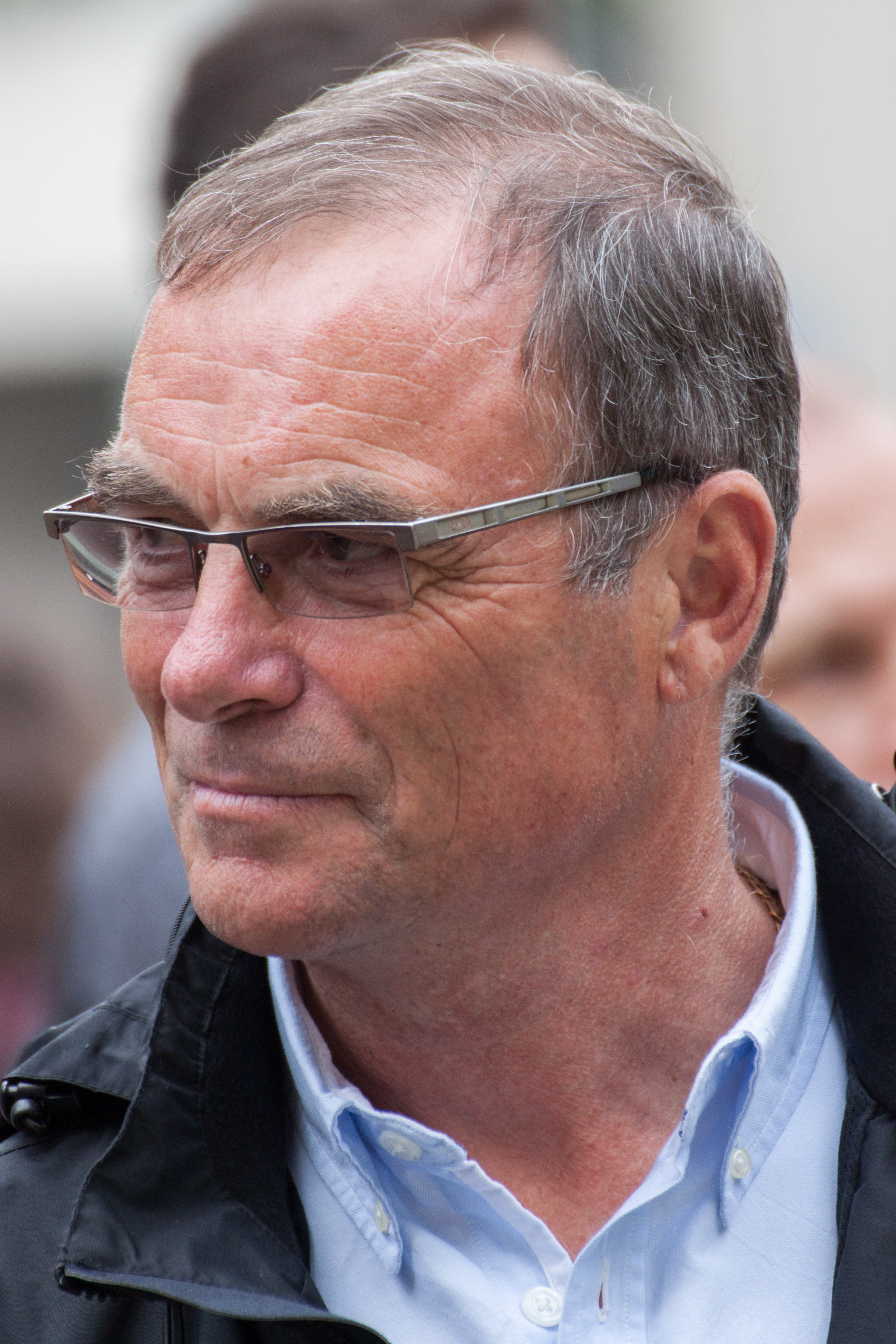
الدراج الفرنسي، المعتزل، برنار إينو في 2012

بيرنار إينو،(Bernard Hinault)، دراج فرنسي معتزل، متخصص في صنف سباق الطريق. ولد في 14 نونبر 1954 في إيفيناك، إحدى قرى إقليم كوت درمور ، شمال فرنسا.

## سيرته الرياضية
هو ثالث دراج يفوز بطواف فرنسا في خمس مناسبات، بعد جاك أنكيتيل وإيدي ميركس. خلال 8 مشاركات في طواف فرنسا، استطاع إينو الظفر ب 28 مرحلة. فاز أيضا بطواف إيطاليا ثلاث مرات و بطواف إسبانيا مرتين وببطولة العالم لسباق الطريق، سنة 1980. يعتبر فوز إينو بطواف فرنسا، سنة 1985، آخر فوز فرنسي إلى اليوم (2012).

## إنجازاته

### طواف فرنسا
- 1978 : متصدر الترتيب العام .
- 1979 : متصدر الترتيب العام .
- 1981 : متصدر الترتيب العام .
- 1982 : متصدر الترتيب العام .
- 1985 : متصدر الترتيب العام .

### طواف إيطاليا
- 1980 : متصدر الترتيب العام .
- 1982 : متصدر الترتيب العام .
- 1985 : متصدر الترتيب العام .

### طواف إسبانيا
- 1978 : متصدر الترتيب العام
- 1983 : متصدر الترتيب العام

### بطولة العالملسباق الطريق
- بطل العالم، في سباق الطريق، للمحترفين سنة 1980.

## التصنيف
| السنة              | 1977 | 1978 | 1979 | 1980 | 1981 | 1982 | 1983 | 1984 | 1985 | 1986 |
| ------------------ | ---- | ---- | ---- | ---- | ---- | ---- | ---- | ---- | ---- | ---- |
| سوبر برستيج بيرنود | 3    | 2    | 1    | 1    | 1    | 1    | 8    | 2    | 4    | -    |
| تصنيف UCI          |      |      |      |      |      |      |      | 3    | 3    | 6    |
|                    |      |      |      |      |      |      |      |      |      |      |
| مصدر: UCI          |      |      |      |      |      |      |      |      |      |      |

### سباقات أو مراحل فاز بها
| التاريخ        | السباق                                                                  | المركز                                             |
| -------------- | ----------------------------------------------------------------------- | -------------------------------------------------- |
| 01 يناير 1975  | جراند بريكس دي إسبيرجوس 1975                                            |                                                    |
| 01 يناير 1975  | سباق حلبة دي لا سارث 1975                                               | الفائز في التصنيف العام                            |
| 01 يناير 1975  | باريس بورج 1975                                                         |                                                    |
| 16 مارس 1975   | 1975 باريس-نايس                                                         | السابع في التصنيف العام                            |
| 05 أكتوبر 1975 | جراند بريكس دي نيشنز 1975                                               | السادس في التصنيف العام                            |
| 01 يناير 1976  | طواف ليموزين 1976                                                       | الفائز في التصنيف العام                            |
| 18 أبريل 1976  | سباق حلبة دي لا سارث 1976                                               | الفائز في التصنيف العام                            |
| 20 أبريل 1976  | باريس-كاممبير 1976                                                      | الفائز في التصنيف العام                            |
| 18 مايو 1976   | Tour de l'Aude 1976                                                     | الفائز في التصنيف العام                            |
| 13 يونيو 1976  | جائزة دو ميدي ليبر الكبرى 1976                                          |                                                    |
| 03 أكتوبر 1976 | 1976 جراند بريكس دي نيشنز                                               | السادس في التصنيف العام                            |
| 01 يناير 1977  | سوبر برستيج بيرنود 1977                                                 |                                                    |
| 01 يناير 1977  | طواف ليموزين 1977                                                       | الفائز في التصنيف العام                            |
| 31 مارس 1977   | روتي دو سود 1977                                                        |                                                    |
| 19 أبريل 1977  | 1977 غنت-وفلجم                                                          | الفائز في التصنيف العام                            |
| 24 أبريل 1977  | لييج-باستون-لييج 1977                                                   | الفائز في التصنيف العام                            |
| 06 يونيو 1977  | سباق دوفين للدراجات 1977                                                | الفائز في التصنيف العام                            |
| 21 سبتمبر 1977 | باريس-بروكسل 1977                                                       |                                                    |
| 02 أكتوبر 1977 | 1977 جراند بريكس دي نيشنز                                               | الفائز في التصنيف العام                            |
| 01 يناير 1978  | سوبر برستيج بيرنود 1978                                                 |                                                    |
| 01 يناير 1978  | Critérium National de la Route 1978                                     | الفائز في التصنيف العام                            |
| 01 يناير 1978  | بطولة سباق الطرق الفرنسية 1978                                          | الفائز في التصنيف العام                            |
| 01 يناير 1978  | 1978 Circuit de l'Aulne                                                 | الفائز في التصنيف العام                            |
| 11 مارس 1978   | 1978 باريس-نايس                                                         |                                                    |
| 14 مايو 1978   | طواف إسبانيا 1978                                                       | الفائز في التصنيف العام                            |
| 23 يوليو 1978  | سباق طواف فرنسا 1978                                                    | الفائز في التصنيف العام                            |
| 24 سبتمبر 1978 | 1978 جراند بريكس دي نيشنز                                               | الفائز في التصنيف العام                            |
| 07 أكتوبر 1978 | 1978 طواف لومبارديا                                                     |                                                    |
| 01 يناير 1979  | سوبر برستيج بيرنود 1979                                                 | الفائز في التصنيف العام                            |
| 01 يناير 1979  | 1979 Circuit de l'Aulne                                                 | الفائز في التصنيف العام                            |
| 01 يناير 1979  | بطولة سباق الطرق الفرنسية 1979                                          |                                                    |
| 01 يناير 1979  | Tour de Picardie 1979                                                   | الفائز في التصنيف العام                            |
| 01 يناير 1979  | Critérium International 1979                                            |                                                    |
| 01 يناير 1979  | 1979 Critérium des As                                                   |                                                    |
| 10 أبريل 1979  | فليش والون 1979                                                         | الفائز في التصنيف العام                            |
| 20 أبريل 1979  | روتي دو سود 1979                                                        |                                                    |
| 28 مايو 1979   | سباق دوفين للدراجات 1979                                                | الفائز في التصنيف العام                            |
| 09 يونيو 1979  | طواف لوكسمبورغ 1979                                                     |                                                    |
| 22 يوليو 1979  | سباق طواف فرنسا 1979                                                    | الفائز في التصنيف العام                            |
| 23 سبتمبر 1979 | 1979 جراند بريكس دي نيشنز                                               | الفائز في التصنيف العام                            |
| 13 أكتوبر 1979 | طواف لومبارديا 1979                                                     | الفائز في التصنيف العام                            |
| 01 يناير 1980  | سوبر برستيج بيرنود 1980                                                 | الفائز في التصنيف العام                            |
| 01 يناير 1980  | 1980 Circuit de l'Aulne                                                 |                                                    |
| 01 يناير 1980  | بطولة سباق الطرق الفرنسية 1980                                          |                                                    |
| 20 أبريل 1980  | لييج-باستون-لييج 1980                                                   | الفائز في التصنيف العام                            |
| 11 مايو 1980   | طواف روماندي 1980                                                       | الفائز في التصنيف العام                            |
| 07 يونيو 1980  | طواف إيطاليا 1980                                                       | الفائز في التصنيف العام، الفائز حسب تصنيف المجموعة |
| 31 أغسطس 1980  | بطولة العالم لسباق الدراجات على الطريق 1980 – سباق الطريق الفردي للرجال | الفائز في التصنيف العام                            |
| 01 يناير 1981  | سوبر برستيج بيرنود 1981                                                 | الفائز في التصنيف العام                            |
| 01 يناير 1981  | 1981 Circuit de l'Aulne                                                 | الفائز في التصنيف العام                            |
| 01 يناير 1981  | Critérium International 1981                                            | الفائز في التصنيف العام                            |
| 02 أبريل 1981  | سباق أمستل الذهبي 1981                                                  | الفائز في التصنيف العام                            |
| 12 أبريل 1981  | سباق باريس روبيه 1981                                                   | الفائز في التصنيف العام                            |
| 02 يونيو 1981  | سباق دوفين للدراجات 1981                                                | الفائز في التصنيف العام                            |
| 25 يونيو 1981  | سباق طواف فرنسا 1981، المرحلة 0                                         | متصدر الترتيب العام في نهاية المرحلة               |
| 19 يوليو 1981  | سباق طواف فرنسا 1981                                                    | الفائز في التصنيف العام                            |
| 01 يناير 1982  | سوبر برستيج بيرنود 1982                                                 | الفائز في التصنيف العام                            |
| 01 يناير 1982  | طواف إيطاليا 1982                                                       | الفائز في التصنيف العام                            |
| 01 يناير 1982  | Tour d'Armorique 1982                                                   | الفائز في التصنيف العام                            |
| 01 يناير 1982  | 1982 Critérium des As                                                   | الفائز في التصنيف العام                            |
| 01 فبراير 1982 | سباق جائزة لا مارسيليس الكبرى 1982                                      | الفائز في التصنيف العام                            |
| 24 مايو 1982   | Tour de l'Aude 1982                                                     |                                                    |
| 13 يونيو 1982  | طواف لوكسمبورغ 1982                                                     | الفائز في التصنيف العام                            |
| 02 يوليو 1982  | سباق طواف فرنسا 1982، المرحلة 0                                         |                                                    |
| 25 يوليو 1982  | سباق طواف فرنسا 1982                                                    | الفائز في التصنيف العام                            |
| 15 أغسطس 1982  | بولينورماند 1982                                                        | الفائز في التصنيف العام                            |
| 26 سبتمبر 1982 | 1982 جراند بريكس دي نيشنز                                               | الفائز في التصنيف العام                            |
| 12 أبريل 1983  | 1983 Grand Prix Pino Cerami                                             | الفائز في التصنيف العام                            |
| 14 أبريل 1983  | فليش والون 1983                                                         | الفائز في التصنيف العام                            |
| 08 مايو 1983   | طواف إسبانيا 1983                                                       | الفائز في التصنيف العام                            |
| 01 يناير 1984  | سوبر برستيج بيرنود 1984                                                 |                                                    |
| 01 يناير 1984  | 1984 UCI Road World Rankings                                            |                                                    |
| 14 مارس 1984   | 1984 باريس-نايس                                                         |                                                    |
| 13 مايو 1984   | أربعة أيام من دونكيرك 1984                                              | الفائز في التصنيف العام                            |
| 04 يونيو 1984  | سباق دوفين للدراجات 1984                                                |                                                    |
| 29 يونيو 1984  | سباق طواف فرنسا 1984، مرحلة المقدمة                                     | متصدر الترتيب العام في نهاية المرحلة               |
| 23 سبتمبر 1984 | 1984 جراند بريكس دي نيشنز                                               | الفائز في التصنيف العام                            |
| 29 سبتمبر 1984 | 1984 Trofeo Baracchi                                                    | الفائز في التصنيف العام                            |
| 13 أكتوبر 1984 | طواف لومبارديا 1984                                                     | الفائز في التصنيف العام                            |
| 01 يناير 1985  | طواف إيطاليا 1985                                                       | الفائز في التصنيف العام                            |
| 01 يناير 1985  | 1985 UCI Road World Rankings                                            |                                                    |
| 21 يوليو 1985  | سباق طواف فرنسا 1985                                                    | الفائز في التصنيف العام                            |
| 02 سبتمبر 1985 | 1985 Circuit de l'Aulne                                                 | الفائز في التصنيف العام                            |
| 23 فبراير 1986 | 1986 Volta Ciclista a la Comunitat Valenciana                           | الفائز في التصنيف العام                            |
| 24 أغسطس 1986  | Coors Classic 1986                                                      | الفائز في التصنيف العام                            |

## روابط خارجية
- بيرنار إينو على موقع أرشيف الدراجات (الإنجليزية)
- بيرنار إينو على موقع إحصائيات الدراجات الإحترافية (الإنجليزية)
- بيرنار إينو على موقع CycleBase (الإنجليزية)